# Броун, Роберт
Ро́берт Бро́ун (англ. Robert Brown; 1773—1858) — британский ботаник, морфолог и систематик растений, первооткрыватель «броуновского движения».
Броун — традиционный вариант русского написания фамилии учёного (правильнее — Браун).
Член Лондонского королевского общества (1811), иностранный член Парижской академии наук (1858; корреспондент с 1814), иностранный член-корреспондент (1826) и почётный член (1827) Петербургской академии наук.

## Биография
Родился 21 декабря 1773 года в Монтрозе в Шотландии, учился в Абердине, в Эдинбургском университете в 1789—1795 годах изучал медицину и ботанику.
В 1795 году поступил фенрихом (прапорщиком) и помощником хирурга в Северный полк шотландской милиции, с которым находился в Ирландии. Здесь он собирал местные растения и встретил ботаника сэра Джозефа Бэнкса.

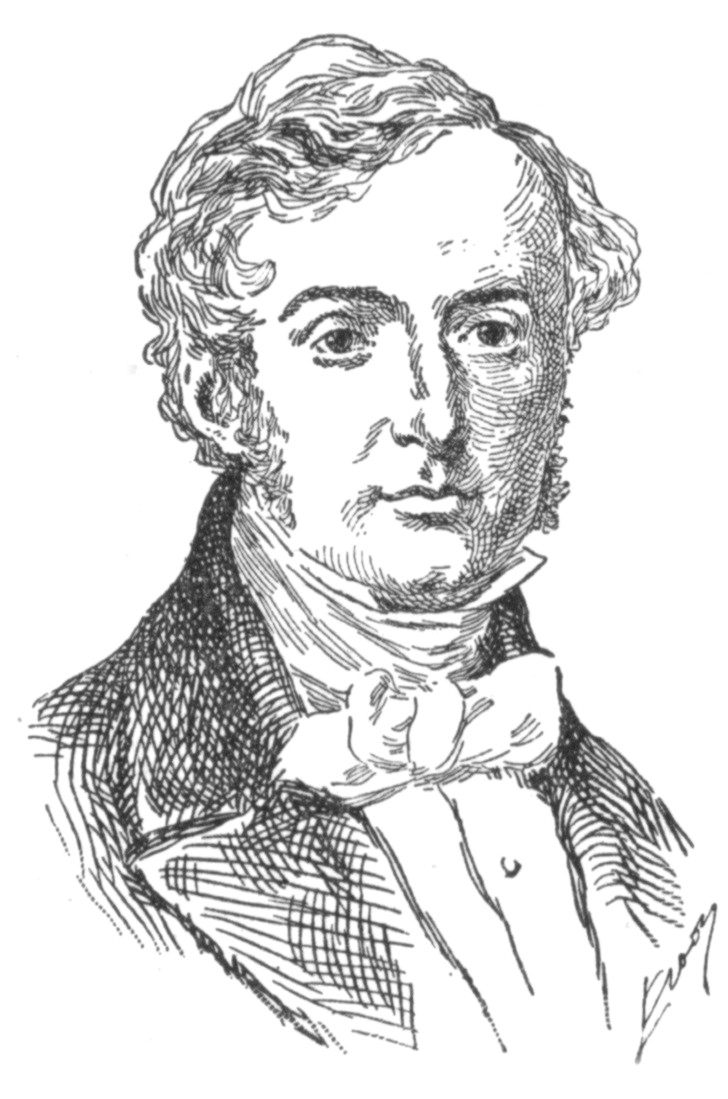
Портрет Роберта Броуна в молодости

Усердные занятия естественными науками снискали ему дружбу Бэнкса, по рекомендации которого он был назначен ботаником в экспедиции, отправленной в 1801 году на корабле «Инвестигейтор» (англ. Investigator) под начальством капитана Флиндерса для исследования берегов Австралии. Вместе с художником Фердинандом Бауэром он посетил некоторые части Австралии, затем Тасманию и острова Бассова пролива. Более всего его интересовали флора и фауна этих стран.
В 1805 году Броун возвратился в Англию, привезя с собой около 4 000 видов австралийских растений, множество птиц и минералов для коллекции Бэнкса; он потратил несколько лет на обработку этого богатого материала, какого ещё никто никогда не привозил из дальних стран. Назначенный сэром Бэнксом библиотекарем его дорогого собрания естественно-исторических сочинений, Броун издал книгу «Prodromus florae Novae Hollandiae» (Лондон, 1810), которую Окэн отпечатал в «Isis», a Неес фон Эзенбек в Нюрнберге в 1827 году издал с прибавлениями. Эта образцовая работа основала новое направление географии растений (фитогеографии).
С новой точки зрения он рассматривал растительный мир в «General remarks on the Botany of Terra Australis» (Лондон, 1814) и в своем позднейшем сочинении о распределении растительных семейств в Австралии обнаружил всю глубину своих воззрений на природу. Позже он обнародовал ещё «Supplementum primum florae Novae Hollandiae» (Лондон, 1830), материалом для которого послужили гербарии, собранные новейшими исследователями.
Он составлял также отделы ботаники в донесениях Росса, Парри и Клаппертона, путешественников по полярным странам, помогал хирургу Ричардсону, собравшему много интересного во время путешествия с Франклином; постепенно описал гербарии, собранные Горсфильдом (Horsfield) на Яве в 1802—1815 годах, Оудни и Клаппертоном в Центральной Африке, Кристианом Смитом, спутником Такки — во время экспедиции по течению Конго.
Член Лондонского королевского общества (с 1811 года). С 1810 по 1820 год Роберт Броун заведовал Линнеевской библиотекой и обширными коллекциями своего покровителя Бэнкса, президента Лондонского королевского общества. В 1820 году он стал библиотекарем и хранителем ботанического отделения Британского музея, куда после смерти Бэнкса были переданы коллекции последнего. Благодаря этим собраниям и библиотеке и той массе растений различнейших стран, какой он всегда был окружён, Броун был лучшим знатоком растений.
Естественная система многим ему обязана: он стремился к возможно большей простоте как в классификации, так и в терминологии, избегал всяких ненужных нововведений; очень многое сделал для исправления определений старых и установления новых семейств. В своей классификации высших растений он разделил покрытосеменные и голосеменные растения.

Он работал также и в области физиологии растений: исследовал развитие пыльника и движение плазматических телец в нём. В 1827 году Броун открыл движение пыльцевых зёрен в жидкости (позднее названное его именем). Исследуя пыльцу под микроскопом, он установил, что в растительном соке плавающие пыльцевые зёрна двигаются совершенно хаотически зигзагообразно во все стороны . Броун первым определил ядро в растительной клетке и опубликовал эти сведения в 1831 году. Эти исследования помещены в 4 и 5 томах, переведённых на немецкий язык Неес фон Эзенбеком «Vermischten botan. Schriften» (5 т., Нюрнберг, 1827—1834).

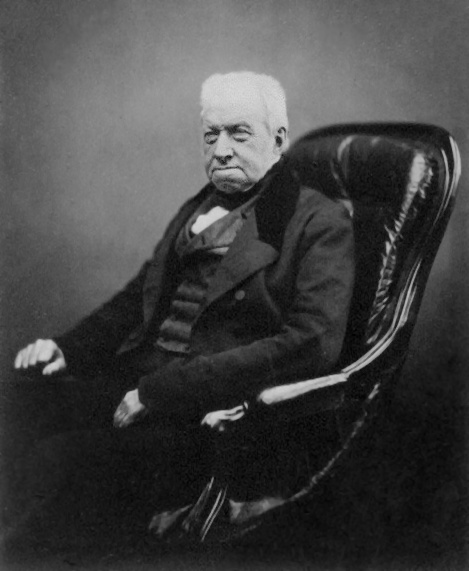
Роберт Броун в 1855 году.

Заслуги Роберта Броуна в ботанике были очевидны, и в 1849 году он стал президентом Линнеевского общества в Лондоне, где служил науке до 1853 года.
После его смерти, последовавшей 10 июня 1858 года, Беннет (Bennet) издал «The miscellaneous botanical works of Robert Brown» (3 тома, Лондон, 1866—1868).
Роберт Броун похоронен на кладбище Кенсал-Грин (англ. Kensal Green Cemetery) в Лондоне.